# U Got 2 Know (album)
U Got 2 Know è il secondo album dei Cappella, pubblicato nel 1994.
Apprezzato in Austria, Svezia, Paesi Bassi l'album raggiunse la prima posizione in Svizzera.
Per nove settimane il disco stazionò nella classifica inglese raggiungendo la posizione numero dieci.
L'album, uscì a seconda degli stati in diversi versioni, la prima includeva Take Me Away e un remix di U, Got 2 Let the Music. La versione Scandinava includeva la traccia dal titolo Cappella Gigamix.
Nella versione francese venne tolto il remix di U Got 2 Let The Music, mentre per il mercato olandese venne pubblicato con l'aggiunta di Move on baby, Everybody, e U Got 2 Know in versione remix. La versione inglese includeva due tracce dal titolo Cappella Megamix.
Dall'album sono stati estratti i singoli Everybody, Take Me Away, U Got 2 Know, U Got 2 Let the Music, Move on Baby, U & Me, Move It Up e Don't Be Proud.

## Tracce
D ZYX 20279-2 / EAN 0090204119028	
1. U Got 2 Know		5:10
2. U Got 2 Let The Music		5:23
3. Don't Be Proud		5:07
4. U & Me		4:07
5. Everybody		5:16
6. What I Gotta Do		5:04
7. Move On Baby		4:45
8. Shake Your Body		4:46
9. The Big Beat		4:19
10. Move It Up		3:58
11. U Got 2 Let The Music (The Unreleased Mix)		5:35
12. Take Me Away (Radio Edit)		4:23

## Versione scandinava
1. Got 2 Know
2. U Got 2 Let the Music
3. Don't Be Proud
4. U & Me
5. Everybody
6. What I Gotta Do
7. Move On Baby
8. Shake Your Body
9. The Big Beat
10. Move It Up
11. U Got 2 Let the Music (Remix)
12. Cappella Gigamix 	5:10

## Versione Francese
1. U Got 2 Know
2. U Got 2 Let The Music
3. Don't Be Proud
4. U & Me
5. Everybody
6. What I Gotta Do
7. Move On Baby
8. Shake Your Body
9. Big Beat
10. Move It Up
11. Gigamix

## Versione Inglese
1. U Got 2 Know
2. U Got 2 Let The Music
3. Don't Be Proud
4. U & Me
5. Everybody
6. What I Gotta Do
7. Move On Baby
8. Shake Your Body
9. Big Beat
10. Move It Up
11. Cappella Megamix Vol I (Carl cox mix)
12. Cappella Megamix Vol I (Media Record mix)

## Versione Olandese
1. U Got 2 Know
2. U Got 2 Let The Music
3. Don't Be Proud
4. U & Me
5. Everybody
6. What I Gotta Do
7. Move On Baby
8. Shake Your Body
9. The Big Beat
10. Move It Up
11. Move On Baby (Mars Plastic Edit)
12. Everybody (Techno House Mix)
13. U Got 2 Let The Music (DJ Pierre Edit)
14. U Got 2 Know (A La Carte)